# Нанкин (фильм, 2007)
«Нанкин» — документальный фильм 2007 года о событиях Нанкинской резни, произошедшей после взятия японской армией Нанкина в ходе японо-китайской войны. Снят по мотивам книги Айрис Чан «Изнасилование Нанкина».

## Сюжет
Зимой 1937 года после взятия Нанкина японские захватчики совершили в городе массовую резню. Группа граждан Европы и США, случайно оказавшихся в Нанкине, пытаются спасти местных жителей от японцев.
В фильме цитируются отрывки из записей, сделанных Йоном Рабе, Робертом Вилсоном и Минни Вотрин.
Также в фильм включены рассказы людей, переживших резню, архивные съёмки инцидента, и признания японских солдат, участвовавших в резне.

## В ролях
- Мишель Крусик — Янг Шу Линг

## Производство
Фильм был создан и профинансирован вице-председателем AOL Тедом Леонсисом. Во время рождественских каникул в 2005 году Леонсис прочёл книгу Айрис Чан «Изнасилование Нанкина» и она вдохновила его на создание фильма.

## Критика

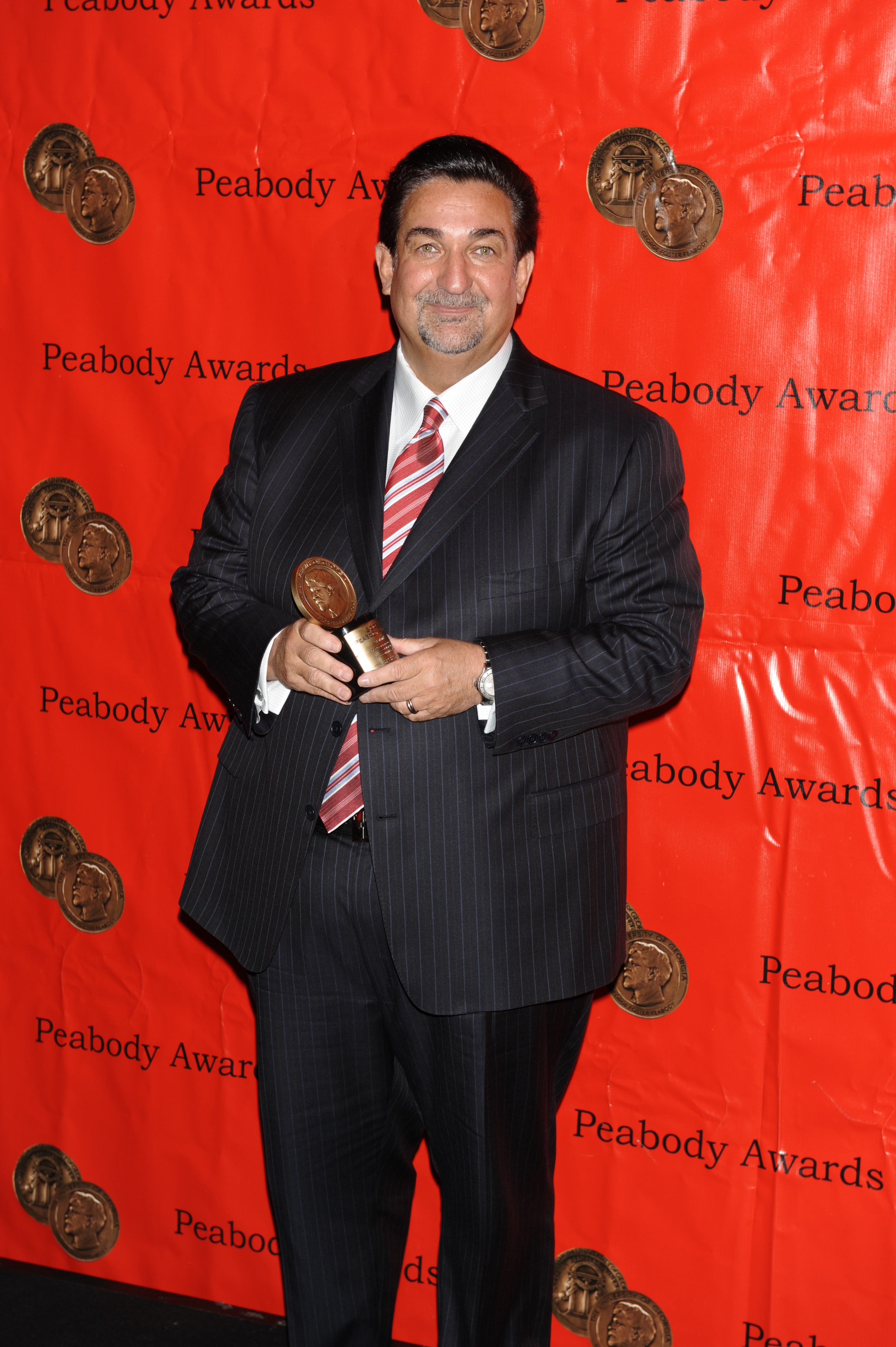
Тед Леонсис на премии Пибоди

Фильм получил позитивные отзывы от критиков. В январе 2007 года он был показан кинофестивале «Сандэнс». В 2008 году «Нанкин» получил премию Пибоди. Японский националист режиссёр Сатору Мидзусима назвал фильм «китайским планом по контролю разума» и снял свой фильм «Правда о Нанкине». Леонсис так прокомментировал мнение Мидзусимы: «Наш фильм не является антияпонским. Это антивоенный фильм».
В июле 2007 года фильм был показан в Пекине.
19 ноября 2007 года «Нанкин» вошёл в шортлист из 15 фильмов, номинированных на Оскар в номинации «за лучший документальный фильм».